# ویویان ۱۶۲۳

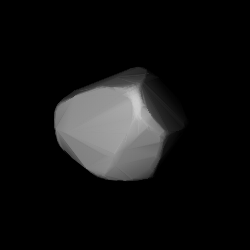
مدل سه‌بُعدی سیارک ویویان ۱۶۲۳ طبق منحنی نور آن

سیارک ۱۶۲۳ (به انگلیسی: 1623 Vivian، نامگذاری:1948PL) هزار و ششصد و بیست و سومین سیارک کشف شده‌است که در ۹ اوت ۱۹۴۸ کشف شد.
قدر مطلق سیارک برابر ۱۱٫۰۰ است.